# ふみ子・恵のうふふのふ
『ふみ子・恵のうふふのふ』（ふみこ・めぐみのうふふのふ）はラジオ大阪で2015年4月11日から2018年まで放送されていたラジオ番組である。放送時間は毎週金曜日19:00 - 20:00（JST）。2017年4月 - 2018年10月までは中断していた。
2019年以降の同時間帯は別番組が始まったため終了したと思われる。

## 出演者
パーソナリティ
- 中西ふみ子
- 玉川恵

## コーナー紹介
- 恵のう・ふ・ふ話
- うふふクイズ
- 懐かしのテーマミュージックのコーナー
- 産経新聞ニュース・天気予報・交通情報